# Vassøy (Rogaland)
Vassøy est une île habitée et une ville de la commune de Stavanger, en mer du Nord dans le comté de Rogaland en Norvège.

## Description
L'île de 0,73 km2 se trouve dans l'arrondissement de Storhaug, à environ 3,5 kilomètres au nord-est du centre de la ville de Stavanger dans un archipel.
Les îles de Roaldsøy, Bjørnøy et Langøy se trouvent à l'ouest et l'île de Lindøy se trouve au sud-est. Vassøy comptait 702 habitants (en 2016) qui vivent tous le long de la rive ouest de l'île ; le côté est est plus accidenté et boisé. L'île possède une école primaire avec environ 80 élèves.
Le seul accès à l'île se fait par des bateaux privés ou par la ligne de ferry régulière administrée par Kolumbus (en) qui va de Vassøy au centre-ville. Un pont reliant Vassøy à Bjørnøy ou Roaldsøy a été approuvé, mais la date de début de la construction n'a pas été fixée.